# Natskygger
|  | Denne artikel er oprettet af botten PalnaBot ud fra en ekstern database. Den kan derfor have sproglige fejl eller mangler. Denne skabelon kan fjernes efter kontrol af indholdet. |

Natskygger er en dokumentarfilm fra 1993 instrueret af Poul Rude, Anthony Dod Mantle efter manuskript af Poul Rude, Anthony Dod Mantle.

## Handling
I Kagera-området ved Victoriasøen i Tanzania er befolkningen hårdt ramt af aids. Filmen beskriver, hvordan det er at leve så tæt på døden. Filmens sluttekster gør opmærksom på at Danida og Folkekirkens Nødhjælp støtter projekter i Tanzania.